# 安德留斯·古德久斯
安德留斯·古德久斯（1991年2月14日—）生于考那斯，是一名立陶宛男子铁饼运动员。古德久斯曾以69.21米的成绩获得了2017年世界田径锦标赛金牌。他也获得了2018年欧洲田径锦标赛男子铁饼冠军。他的个人最好成绩是69.59米。